# Luglio/Il temporale
Luglio/Il temporale è un singolo del cantante italiano Riccardo Del Turco, pubblicato nel 1968 che raggiunse la prima posizione per due settimane.

## Luglio
Il brano Luglio, scritto da Riccardo Del Turco e Giancarlo Bigazzi, vinse il Disco per l'Estate 1968 e ottenne un grande successo, piazzandosi al 12º posto nella classifica dei singoli più venduti dell'anno in Italia.
Numerose furono le versioni in lingua straniera: la versione francese, interpretata da Joe Dassin, raggiunse anch'essa il primo posto in Francia ed in Canada con il titolo Le petit pain au chocolat, mentre la versione inglese, dal titolo Something's Happening, fu interpretata dal gruppo Herman's Hermits. La versione in tedesco, testo di K. Hertha, del 1968 (45 giri) è di Vico Torriani (Philips, 384 576 PF), nell'album Buona sera, Vico! (Philips, 844 368 PY).
Nel 1968 Giorgio Carnini incide una versione strumentale inserita nell'album Giorgio Carnini all'organo Hammond X-66 (Arc, KAS 25) pubblicato anche in Turchia e Venezuela.
In entrambi i brani l'orchestra era diretta da Gianni Morigi e il coro di Luglio è de I Players, complesso vocale di cui faceva parte il futuro produttore discografico e ingegnere del suono Rodolfo "Foffo" Bianchi.

## Il temporale
Il temporale è la canzone pubblicata sul lato B del singolo.

## Tracce
Lato A
1. Luglio

Lato B
1. Il temporale